# El fabricante de estrellas

El fabricante de estrellas es una película en blanco y negro de Argentina dirigida por Manuel Romero sobre su propio guion que se estrenó el 18 de marzo de 1943 y que tuvo como protagonistas a Pepe Arias, Tito Lusiardo, Alicia Barrié y Carmen del Moral. Fue la primera incursión en el cine de Los Cinco Grandes del Buen Humor.

## Sinopsis
Un representante de artistas quiere transformar en estrella a un jugador de fútbol que canta que ha encontrado.

## Reparto
- Pepe Arias…Diógenes Rodríguez
- Tito Lusiardo…Morales
- Alicia Barrié…Malena Torres
- Carmen del Moral ...	Felisa Morales
- Emilio De Grey … Ricardo Moltobene
- Osvaldo Miranda…Saldívar
- Juan José Porta …Míguz
- Eduardo Primo …Capitán
- Gerardo Rodríguez …Jugador 1
- Aparicio Podestá…Jugador 2
- Cayetano Biondo …Director
- Antonio Capuano …Zaguero
- Tito Martínez del Box…Él mismo
- Zelmar Gueñol …Él mismo
- Rafael Carret …Él mismo
- Guillermo Rico …Él mismo
- Nelly Panizza

## Comentarios
Para Manrupe y Portela es una película estática y aburrida donde lo único remarcable son algunos chivos más que evidentes. 
José Manuel Dorrei comentó en Diario  de Madrid :

”si no fuera por la teatralidad excesiva que da a sus intervenciones (sin Pepeembar Ariasgo,) esta comedia sería modesta, pero suficiente, la pobreza de los medios expresivos y los gestos, el modo de hablar del protagonista, cansan al espectador.”